# Jupiter
För andra betydelser, se Jupiter (olika betydelser).
Jupiter (symbol: ♃) är den femte planeten från solen och är med stor marginal solsystemets största planet. Dess massa är 2,5 gånger så stor som alla de andra planeternas sammanlagda massa. Planeten är en gasjätte och man är inte säker på om planetens kärna är fast eller flytande. Planeten har fått sitt namn efter den största guden inom romersk mytologi, Jupiter. Fastän namnet är romerskt har planeten varit känd, under andra namn, sedan urminnes tider (till exempel Δίας/Dias på grekiska).

## Överblick

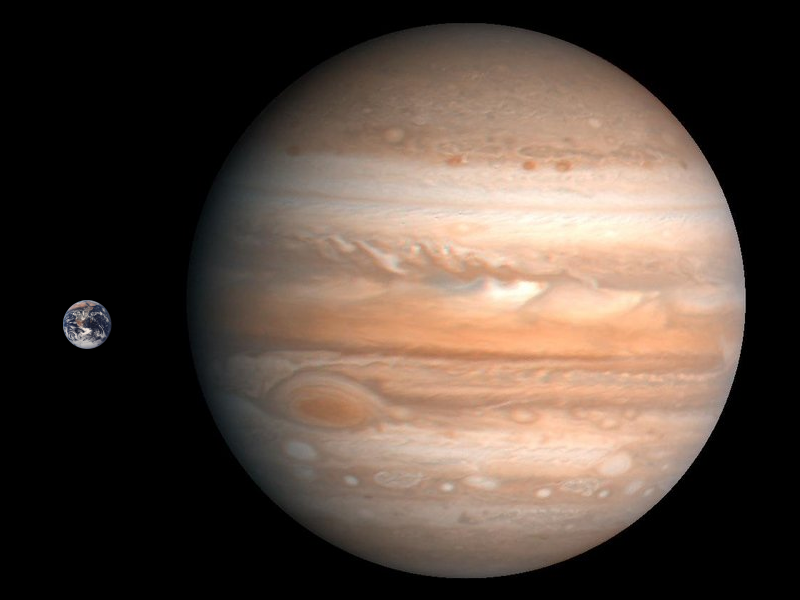
Storleksjämförelse mellan jorden och Jupiter

Jupiter är vanligtvis det fjärde ljusstarkaste objektet på himlen (efter solen, månen och Venus) med en maximal magnitud på -2,8. Planeten Mars kan dock te sig ljusstarkare vid opposition.
Jupiters diameter är 11 gånger större än jordens, massan är 318 gånger större och volymen är 1 321 gånger jordens. Jämfört med solen, som är 1 000 gånger större i volym, är den dock liten.

## Jupiters uppkomst
Jupiter uppstod precis som övriga delar av solsystemet för ca 4,6 miljarder år sedan. I likhet med de övriga planeterna bildades Jupiter av rester från det gasmoln och det stoft som gav upphov till solen, där Jupiter tog den största delen av massan som blev över efter att solen hade bildats. Planeten består av samma ämnen som en stjärna, men saknade tillräcklig massa för att antändas. Mycket kring planetens bildande är okänt, men det finns två huvudsakliga hypoteser gällande hur Jupiter bildades: kärnanhopning (core accretion) och skivinstabilitet (disk instability).
Enligt kärnanhopningshypotesen så började det material som återstod efter solens bildande att klumpa ihop sig till gradvis större partiklar. Lättare ämnen som väte och helium blåstes iväg av solvinden mot de yttre regionerna av solsystemet. Så småningom avtog solvindens effekt på de lättare ämnena som väte och helium, vilket ledde till att de kunde anhopas till gasjättar. Enligt hypotesen formas de steniga planetkärnorna först, för att sedan dra till sig lättare material som kan bilda de yttre lagren på planeterna.
Hypotesen om skivinstabilitet anger å andra sidan att gasjättarna bildades betydligt snabbare än den tid som kärnanhopningen skulle ta, inom 4-5 miljoner år från det att solen bildades. Förespråkarna till hypotesen menar att de lättare materialen antingen skulle avdunsta eller samlas upp av de övriga planeterna om materialanhopningen skulle ta längre tid för gasjättar. Enligt skivinstabilitetshypotesen så bildades klumpar av gas och damm redan i den protoplanetära skivan (snarare än efter den perioden, som kärnanhopningsteorin anger). Klumparna utvecklades sedan till jätteplaneter likt Jupiter och Saturnus.
Även om det är oklart exakt hur Jupiter bildades så ger observationer från bland annat rymdsonden Juno en bild som ger fördel åt hypotesen om kärnanhopning.
För 4 miljarder år sedan fick Jupiter sin nuvarande bana runt solen.

## Fysiska egenskaper
Jupiter har den snabbaste rotationshastigheten av alla solsystemets planeter. Ett Jupiterdygn är knappt tio timmar långt (9 timmar, 55 minuter, 33 sekunder). Den snabba rotationen leder bland annat till en tillplattning av planeten, något som kan ses vid planetens ekvator i form av en "bula" eller en sfäroid. Vid ekvatorn är Jupiters diameter 142 984 km, jämfört med diametern vid polerna som är 133 708 km.

### Jupiters sammansättning

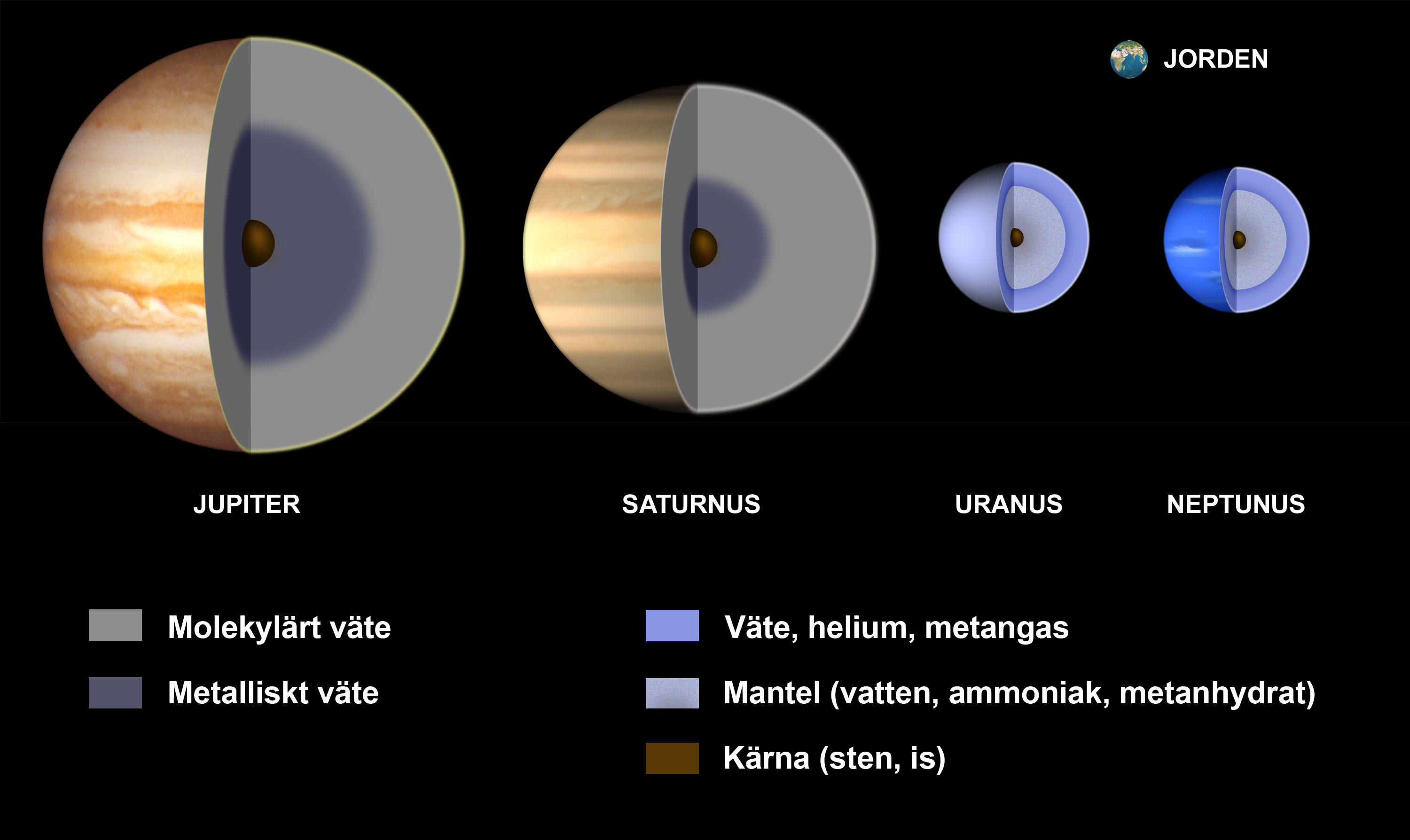
Jätteplaneternas inre

Jupiter består huvudsakligen av två ämnen: väte och helium. Temperaturen och trycket stiger ju närmre man kommer planetens centrum. Vätet pressas samman av tyngdkraften och ämnena lägger sig som lager på varandra. Jupiters yttre skikt består av molekylärt väte (H2). Längre in spjälkas molekylerna till separata atomer av hettan och trycket och väteatomerna uppför sig som flytande metall.
Jupiters kärna är hetare än solens yta, men det är okänt vad den består av. Det kan röra sig om ett massivt stenklot, flera gånger större än jorden, eller så kan det metalliska, flytande vätet sträcka sig ända in till centrum.

### Ytan
Jupiter har inte någon väldefinierad fast yta, som mellan jordens atmosfär och jordskorpan. Den punkt där atmosfären anses övergå i planetyta definieras istället ligga vid ett tryck av 10 bar, eller tio gånger atmosfärstrycket vid jordytan.

### Atmosfär

En bild motsvarar 10 timmar, ett helt dygn och överblickar därför samma plats

Jupiter har den största atmosfären av alla planeterna i solsystemet. Den sträcker sig till 5 000 kilometers höjd. Atmosfären består - precis som övriga delar av planeten - till största del av väte, ca 90 % av atmosfären är väte och ungefär 10 % är helium. Det finns även små mängder ammoniak, svavel, metan och vattenånga i atmosfären. Förmodligen finns det tre åtskilda lager av moln i Jupiters atmosfär som tillsammans är 71 km tjocka. De översta molnen består troligen av ammoniakis, mellanlagret av ammoniumhydrosulfid ([NH4]SH) och det innersta laget av vattenis och vattenånga.
Gasplaneterna har starka vindar som är begränsade till breda bälten längs latituden. Vindarna blåser i motsatt riktning längs med dessa bälten. De små skillnaderna i kemisk sammansättning och temperatur mellan dessa band orsakar de färgade bälten som dominerar planetens utseende. Jupiters ekvatorialbälten blir svagare emellanåt, och under år 2010 försvann ett av bältena helt.
Data från rymdsonden Galileos mätsond tyder på att vindarna är mycket starkare än man trott (mer än 400 m/s) och sträcker sig så långt ner som provet var möjligt att observera. De kanske kan sträcka sig ner tusentals kilometer i det inre. Jupiters atmosfär visade sig också vara ganska turbulent. Detta tyder på att Jupiters vindar till största delen drivs av inre hetta, mer än av solens strålning. De intensiva färgerna man ser i Jupiters moln är antagligen resultatet av de kemiska reaktionerna av ämnena i Jupiters atmosfär; kanske är svavel inblandat vars föreningar kan variera i färger, men detaljerna är okända. Färgerna varierar med molnens höjd: blå är lägst, följt av bruna och vita, och röda på toppen. Ibland kan man se de lägre lagren genom hål i de övre.

### Magnetfält och strålning
Jupiters magnetosfär (planetens magnetfält) räknas som solsystemets största struktur med en medeldiameter på 20 miljoner kilometer. Det är 150 gånger Jupiters diameter och 15 gånger större än solens diameter. Magnetfältet är mellan 16 och 54 gånger starkare än jordens magnetfält och fångar in laddade partiklar från stora avstånd. De laddade partiklarna kommer dels från Jupiters egen joniserade atmosfär (jonosfären), dels från solvinden. Den viktigaste partikelkällan är dock den vulkaniskt aktiva månen Io som avger 1-3 ton svavel och syre varje sekund, dels som enskilda atomer och dels som svaveldioxid. När svaveldioxiden lämnar Io bryts den ner och joniseras, vilket gör att atomerna kan fångas upp av magnetfältet. När de laddade partiklarna från olika källor fångas upp av Jupiters magnetfält accelereras de upp till höga energier, i vissa fall tio gånger mer energirika än för motsvarande partiklar i jordens magnetfält. Strålningen runt Jupiter kan ge omfattande skador på rymdfarkoster, komponenter och levande varelser. Strålningsflödet är särskilt starkt runt Jupiters ekvator, där högenergipartiklar bildar en torus (en munk-liknande struktur).

Strålningen har varit ett problem för rymdsonder som skickats till Jupiter och ett forskningsämne inför eventuella framtida bemannade expeditioner till Jupitersystemet.

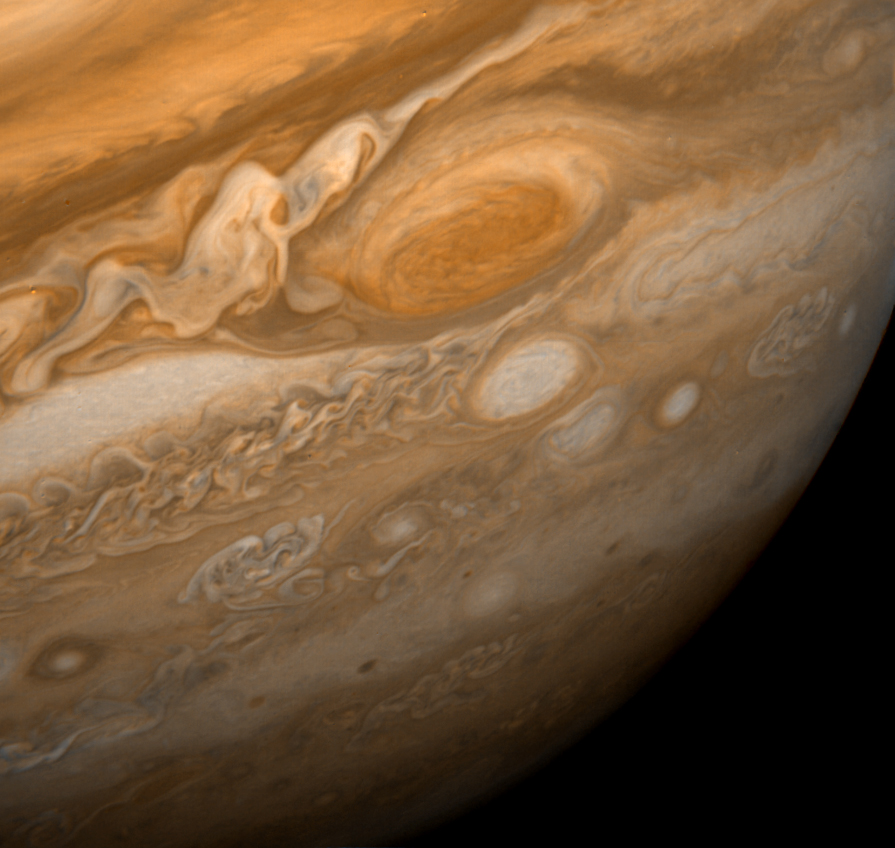
Jupiters röda fläck

### Klimat
Ifall man gjorde en resa genom Jupiters molnlager skulle man se väder som är lika komplext och imponerande som på jorden. Molnen på Jupiter bildas på liknande sätt som molnen på jorden. Genom att studera hur molnen reflekterar ljus och undersöka vid vilka temperaturer de bildas har forskare lyckats identifiera fyra molnlager. Uppifrån och ned består de av ammoniak, ammoniumvätesulfid och vatten. Utöver stormar har Jupiter heta fläckar. De är högtrycksområden där lavafärgade moln försvinner och avslöjar underliggande rosa moln.

#### Röda fläcken
Det mest omtalade kännetecknet på Jupiter är Stora röda fläcken (på sydsidan), ett gigantiskt stormsystem dubbelt så stort som jorden. Systemet har varat i minst 400 år och upptäcktes på 1600-talet. Man vet dock att den röda fläcken håller på att krympa, och vissa beräkningar tyder på att den kan vara borta om 50–100 år.
Man har känt till andra liknande fast mindre fläckar i decennier. Infraröda observationer och rotationsriktningen tyder på att den röda fläcken är en högtrycksregion vars molntoppar är betydligt högre och kallare än omgivande regioner. Det kan ha funnits liknande strukturer på Saturnus och Neptunus. Man känner inte till hur sådana strukturer kan bestå så länge.

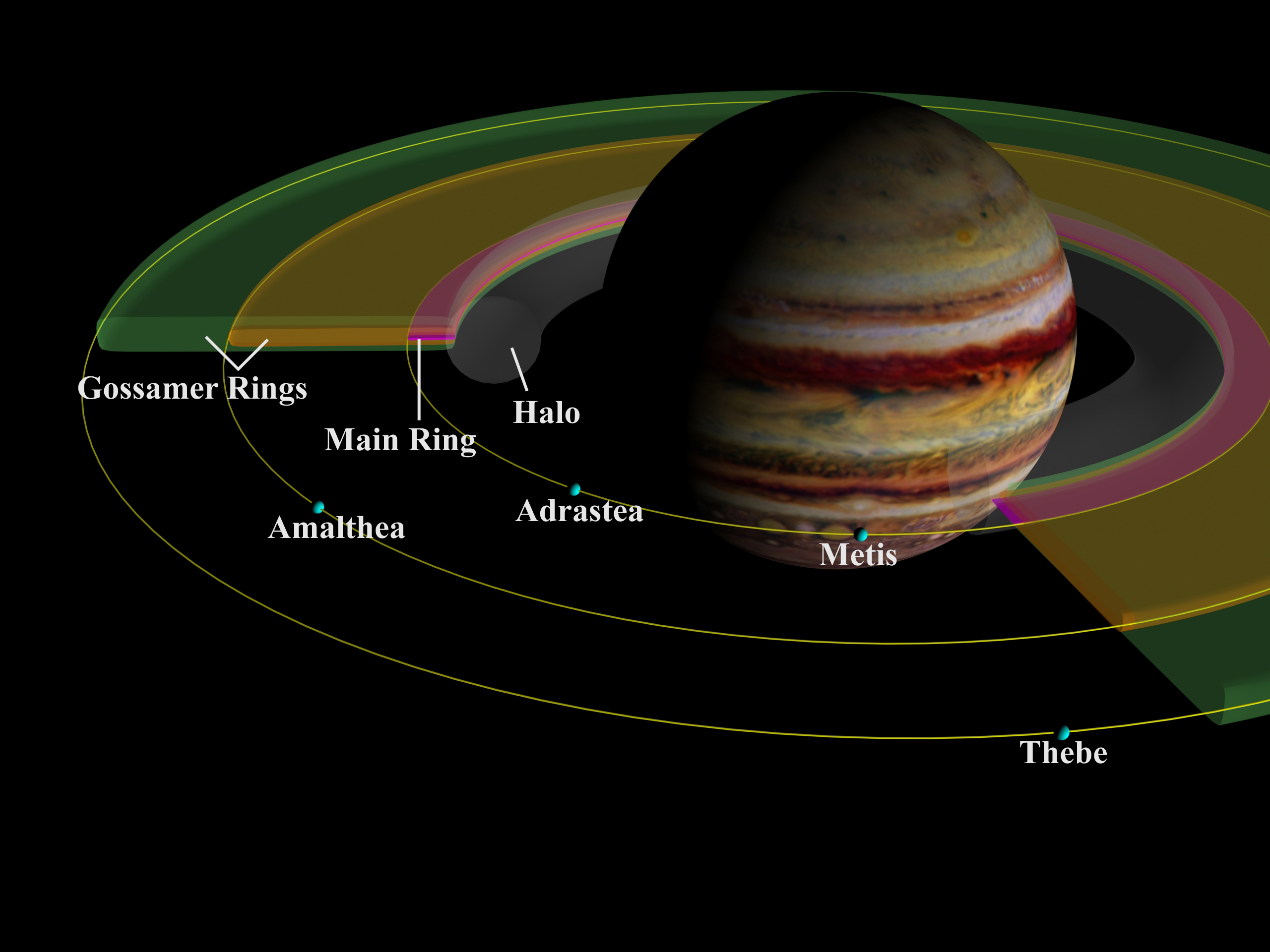
Bild av Jupiters ringar

## Jupiters ringar
Jupiter har ringar som Saturnus, men mycket mindre. Det var det tredje systemet av ringar, som upptäcktes i solsystemet, efter Saturnus och Uranus ringar. De observerades först 1979 av Voyager 1 och undersöktes sedan grundligt av NASA. Ringarna har de senaste 23 åren också observerats med Hubbleteleskopet och från jorden. Det krävs emellertid mycket stora teleskop för att observera ringarna från jorden.
Till skillnad från Saturnus är Jupiters ringar mörka. Ringsystemet är svagt där ringarna består av fyra delar: en inre del som kallas halon, en relativt sett ljus huvudring som är mycket tunn och två bredare yttre ringar, som kan beskrivas som glänsande men svaga. De båda yttre ringarna har fått namn efter de månar som de hämtat sitt material från, Amalthea och Thebe. . Förmodligen består huvudringen av material från Adrastea och Metis.
Ringarna verkar bestå av damm snarare än is. Förmodligen stannar partiklarna inte kvar så länge (beroende på atmosfäriska och magnetiska drag). Om ringarna är permanenta måste de därför hela tiden bli påfyllda.
Det finns också indikationer på ytterligare en ring längs Amaltheas bana.

## Jupiters påverkan på solsystemet

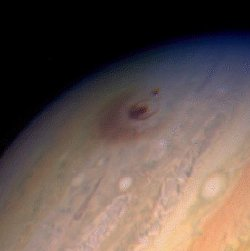
Shoemaker–Levy 9 kolliderar med Jupiter.

Jupiters stora massa har påverkat solsystemets utveckling i hög grad; de flesta planeters omloppsbanors plan ligger närmare Jupiters omloppsbanas plan än solens ekvatorialplan. Majoriteten av de kortperiodiska kometerna tillhör Jupiters kometfamilj. Kirkwoodgapen i asteroidbältet orsakas till stor del av Jupiter.

### Solsystemets skapelse
Jupiter tros vara orsaken till att asteroidbältet aldrig blev någon planet, eftersom Jupiters gravitation hindrade detta. Jupiter misstänks även delvis vara orsaken till det kraftiga bombardemang som de inre planeterna genomgick i solsystemets tidiga historia. Solsystemet har beskrivits som "solen, Jupiter, och blandat grus".

### Shoemaker–Levy 9
16-22 juli 1994 hände något som fick hundratals observatorier på jorden att rikta teleskopen mot Jupiter. En komet, Shoemaker–Levy 9, kolliderade med Jupiter. Kometen splittrades i cirka tjugo delar för att sedan falla ned i Jupiters atmosfär. Explosionerna från kollisionen var så kraftiga att de kunde ses från jorden.

## Jupiters månar
Jupiter har 95 bekräftade månar (oktober 2024).

### De inre månarna

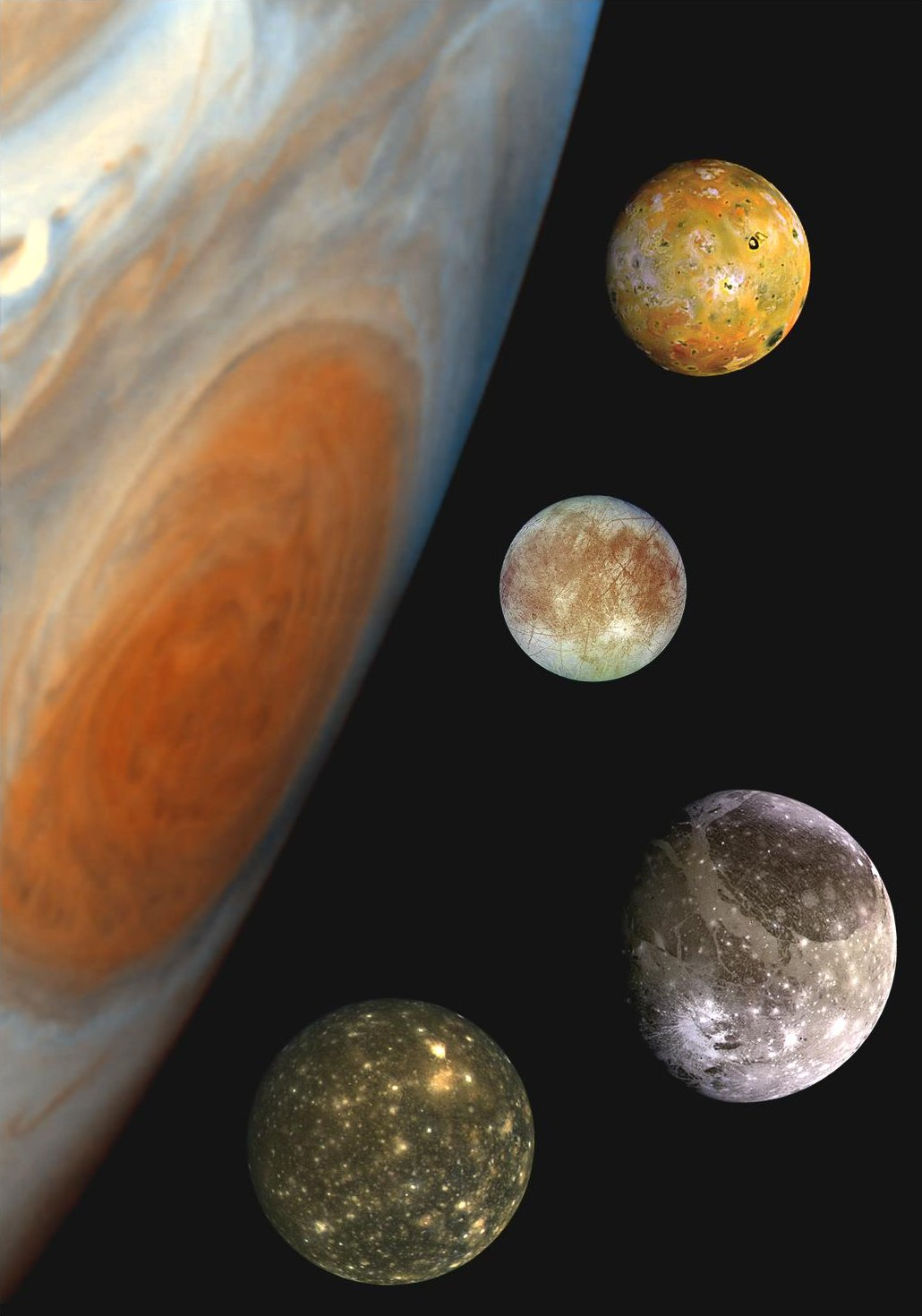
Jupiters fyra största månar

Jupiter har åtta reguljära månar (Metis, Adrastea, Amalthea, Thebe, Io, Europa, Ganymedes och Callisto). Dessa förefaller vara uppbyggda av samma material, samma blandning is och sten som kanske utgör Jupiters inre. Dessa månar bildades förmodligen av materia som blev över när Jupiter bildades.
De fyra innersta av de reguljära månarna är Metis, Adrastea, Amalthea och Thebe. Dessa har en diameter på 20–200 km. De fyra övriga kallas de galileiska månarna (Io, Europa, Ganymedes och Callisto) och är betydligt större. Alla fyra är större än dvärgplaneterna, Ganymedes är till och med större än Merkurius. Jupiters reguljära månar växte sig stora eftersom de bildades där stoftet och isen var som tätast.

#### De galileiska månarna jämförda med jordens måne
| Namn      | Diameter | Diameter | Massa     | Massa | Banradie  | Banradie | Omloppstid | Omloppstid |
| Namn      | km       | %        | kg        | %     | km        | %        | dygn       | %          |
| --------- | -------- | -------- | --------- | ----- | --------- | -------- | ---------- | ---------- |
| Io        | 3 643    | 105      | 8,9×1022  | 120   | 421 700   | 110      | 1,77       | 7          |
| Europa    | 3 122    | 90       | 4,8×1022  | 65    | 671 034   | 175      | 3,55       | 13         |
| Ganymedes | 5 262    | 150      | 14,8×1022 | 200   | 1 070 412 | 280      | 7,15       | 26         |
| Callisto  | 4 821    | 140      | 10,8×1022 | 150   | 1 882 709 | 490      | 16,69      | 61         |

### De yttre månarna

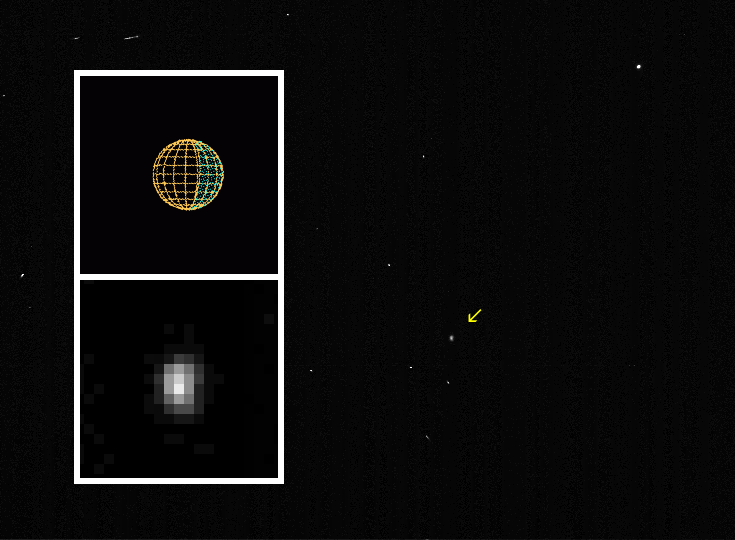
Den största av de yttre månarna: Himalia

De yttre månarna är omkring sextio små månar med en diameter på 1 – 186 km. Teorin som astronomerna har är att dessa månar var asteroider innan de blev infångade av Jupiters gravitation.

## Rymdsonder vid Jupiter
Jupiter har blivit besökt av flera rymdsonder genom åren:
- Pioneer 10, passerade 1973[45][46]
- Pioneer 11, passerade 1974
- Voyager 1, passerade 5 mars 1979[47]
- Voyager 2, passerade 9 juli 1979
- Ulysses, passerade 8 februari 1992 och 4 februari 2004
- Galileo, anlände 1995, utforskade Jupiters månar, togs ur bruk 2003 genom att sändas ner i Jupiter.[48]
- Cassini-Huygens, passerade 2000
- New Horizons, passerade 28 februari 2007
- Juno, anlände 5 juli 2016.